# اللغة الليدية

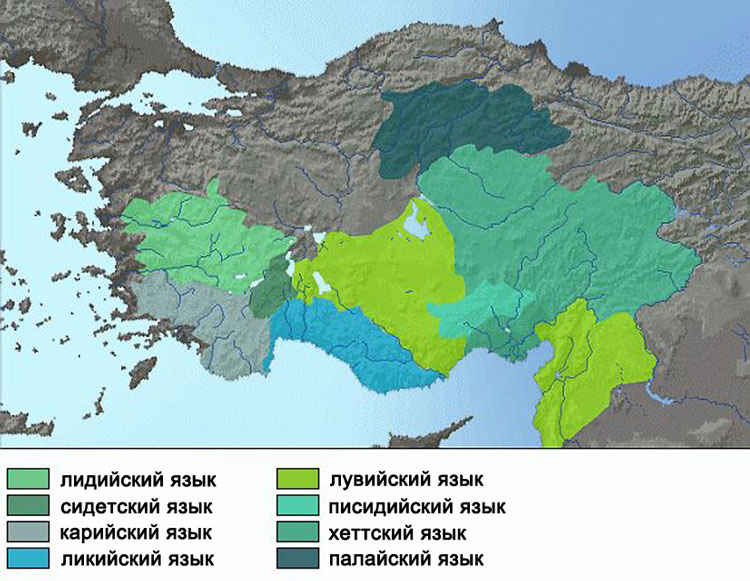
خريطة توزيع اللغات الأناضولية (الهيتو-اللوفية)

اللغة الليدية هي واحدة من اللغات الهندية الأوروبية البائدة؛ والتي كانت محكية في منطقة ليديا غربي الأناضول (حالياً في تركيا).
ذكر سترابو أن اللغة الليدية لم تكن محكية في زمانه (القرن الأول قبل الميلاد) في ليديا، ولكنها كانت محكية بين ساكني كيبايرا، جنوب غربي الأناضول.